# Weston under Wetherley
Weston under Wetherley – wieś w Anglii, w hrabstwie Warwickshire, w dystrykcie Warwick. Leży 10 km na północny wschód od miasta Warwick i 129 km na północny zachód od Londynu. Miejscowość liczy 454 mieszkańców.